# Margaret Fombe Fube
Margaret Fombe Fube, née en 1960 à Bafut est une cinéaste et documentariste camerounaise.

## Biographie
Margaret Fombe Fube naît en 1960 à Bafut, dans le département de la Mezam, de la région du Nord-Ouest du Cameroun.
Titulaire d'un diplôme en production, Margaret Fombe Fube a également une licence en art option : lettres modernes. Depuis une vingtaine d'années, elle travaille à la Cameroon Radio Television (CRTV). Son centre d'intérêt est la promotion des femmes.

## Filmographie
- 1988 : Les femmes pompistes[3] . Documentaire
- 1989 : Les femmes avocates. Documentaire
- 1994 : Les femmes bouchères. Documentaire
- 1994 : Ma’a nwambang (La femme qui récolte des noix de palme). Documentaire
- 1995 : Femmes et hommes en milieu rural camerounais :  rôles, taches et responsabilités. Documentaire

- 1995 : La main dans la main. Documentaire
- 1995 : L'union fait la force. Documentaire
- 1996 : The female pastor. Documentaire
- 1996 : University of Yaounde I, teacher training college Bambili at crossroad. Documentaire
- 1997 : Ces gosses qui bossent. Documentaire
- 2007 : The Living archive[4]. Documentaire